# Nanwang (köpinghuvudort i Kina, Shandong Sheng, lat 37,76, long 120,79)
Nanwang (kinesiska: 南王, 南王镇) är en köpinghuvudort i Kina. Den ligger i provinsen Shandong, i den östra delen av landet, omkring 360 kilometer öster om provinshuvudstaden Jinan. Antalet invånare är 55 423. Befolkningen består av 27 859 kvinnor och 27 564 män. Barn under 15 år utgör 11,0 %, vuxna 15-64 år 74 %, och äldre över 65 år 13,0 %.
Runt Nanwang är det tätbefolkat, med 636 invånare per kvadratkilometer. Närmaste större samhälle är Dengzhou, 5,8 km nordväst om Nanwang. Trakten runt Nanwang består till största delen av jordbruksmark.
Genomsnittlig årsnederbörd är 750 millimeter. Den regnigaste månaden är juli, med i genomsnitt 295 mm nederbörd, och den torraste är januari, med 11 mm nederbörd.